# کیسی کوری
کیسی کوری (انگلیسی: Casey Currie؛ زادهٔ ۵ دسامبر ۱۹۸۳) راننده رالی، و راننده مسابقه‌ای اهل ایالات متحده آمریکا بود.